# Georg II. (Brieg)
Georg II. von Brieg (auch Georg II. der Schwarze; * 18. Juli 1523; † 7. Mai 1586 in Brieg) entstammte dem Liegnitzer Zweig der Schlesischen Piasten. Von 1537 bis 1586 war er Herzog von Brieg und Wohlau, von 1552 bis 1557 Verweser des Herzogtums Liegnitz. 

## Herkunft und Familie
Seine Eltern waren Herzog Friedrich II. von Liegnitz und Sophie († 1537), Tochter des Markgrafen Friedrich II. Am 15. Februar 1545 heiratete er in Berlin Barbara, Markgräfin von Brandenburg († 1595), Tochter des Kurfürsten Joachim II. von Brandenburg und der Magdalena von Sachsen. Der Ehe entstammten die Kinder:
- Barbara (1548–1565)
- Joachim Friedrich (1550–1602)
- Johann Georg (1552–1592)
- Sophia (1556–1594)
- Magdalena (1560–1562)
- Elisabeth Magdalena (1562–1630), verheiratet mit Karl II. von Münsterberg

## Leben
Georgs Vater und der Brandenburger Kurfürst Joachim II. vereinbarten am 19. Oktober 1537 eine Doppelhochzeit zwischen Georg und Joachims Tochter Barbara einerseits sowie dem Kurprinzen Johann Georg und Friedrichs II. Tochter Sophie andererseits. Zugleich vereinbarten sie eine Erbverbrüderung, wonach beim Aussterben der Liegnitzer Piasten die Hohenzollern an deren sämtliche Besitzungen und im umgekehrten Fall die in Schlesien und der Lausitz gelegenen Besitzungen der Hohenzollern an die Liegnitzer Piasten gelangen sollten.
Georg, über dessen Jugendjahre wenig bekannt ist, wurde nach dem Tod seines Vaters 1547 Erbe der Liegnitzer Teilfürstentümer Brieg und Wohlau, während seinem älteren Bruder Friedrich das Herzogtum Liegnitz zufiel. Erst nach dem Verzicht auf die von seinem Vater 1537 geschlossene Erbverbrüderung mit Brandenburg wurde Georg am 7. März 1549 von König Ferdinand I. mit Brieg-Wohlau belehnt. Wegen der Misswirtschaft seines älteren Bruders Friedrich amtierte Georg von 1552 bis 1557 als Verweser des Herzogtums Liegnitz.
Obwohl Georg die ständischen und protestantischen Belange gegenüber den regierenden katholischen Habsburgern vertrat und als Wortführer der schlesischen Protestanten galt, stand er zu den Habsburgern in einem äußerlich guten Verhältnis. Es gelang ihm, den Protestantismus in seinem Land zu festigen und die von seinem Vater begonnenen Reformen fortzusetzen. Gegen ein Darlehen von 14.000 Talern räumte ihm König Ferdinand die Verfügung über die in Georgs Herzogtum liegenden Güter des aufgehobenen Strehlener Klarenkloster ein. 1551 wurde Georg in die Kommission berufen, die für den Schutz der Geistlichkeit sorgen sollte. Zu einem Konflikt zwischen Georg und dem König kam es 1561 während der Leubuser Abtsvakanz, als Georg seine Patronatsrechte als Landesfürst einfordern wollte. Auch für seinen Plan, ein eigenes Salzsiedewerk zu betreiben, konnte Georg nicht die Zustimmung des Königs erreichen. Zoll- und wirtschaftspolitische Maßnahmen führten zu Streitigkeiten, die zumeist zu Gunsten des Königs beigelegt wurden. Zu Auseinandersetzungen kam es auch mit Klöstern und Stiften um deren Besitzrechte und die Steuerpflicht. Im Türkenfeldzug von 1566 beteiligte sich Georg als Führer der Hilfstruppen aus Schlesien und der Lausitz. 1573 erließ Georg das Strehlener Dekret, dem 1574 das Heidersdorfer Bekenntnis der Brieger Geistlichkeit folgte. Mit beiden sollten die innerprotestantischen Streitigkeiten innerhalb des Brieger Klerus beigelegt werden. 1574 wirkte Georg als kaiserlicher Kommissar bei der Wahl des Breslauer Bischofs Martin von Gerstmann, zu dem er ein freundschaftliches Verhältnis unterhielt. Zur Aufrechterhaltung der inneren Ordnung erließ Georg 1577 eine Landespolizeiordnung. 
Der benachbarte Markgraf und Herzog von Jägerndorf Georg Friedrich, aus dem Hause Hohenzollern, der sich überwiegend in Ansbach aufhielt, vertraute Georg II. die Umsetzung der Auflösung des böhmischen Landrechts in Jägerndorf an. Mit dem böhmischen Landrecht setzte sich in den Streitpunkten vor allem der Landadel gegenüber seinen Untergebenen durch und barg auch Konfliktstoff mit dem praktizierten Römischen Recht. Grundsätzlich war die von Georg Friedrich eingesetzte „Jägerndorfsche Regierung“ angehalten, sich von dem mit dem Markgrafen befreundeten Georg II. von Brieg beraten zu lassen, wovon sie häufig Gebrauch machte.
Zum Berliner Hof unterhielt Georg einen guten Kontakt. Mit Hilfe seines kurfürstlichen Schwagers Johann Georg gelang ihm 1585 die Bewerbung um die Magdeburger Dompropstei für seinen Sohn Joachim Friedrich, der schon die Brieger Dechantei innehatte.
Georg residierte in Brieg, das während seiner Regierungszeit eine Blütezeit erlebte. Das Brieger Schloss baute er unter der Leitung der oberitalienischen Baumeister Jakob Pahr und Bernhard Niuron im Stil der Renaissance um. Sie leiteten 1564–1569 auch den Neubau des Brieger Gymnasiums „Illustre Gymnasium Bregense“, das 1581 eröffnet und eine angesehene protestantische Bildungsanstalt wurde. Nach dem Brieger Stadtbrand von 1569 veranlasste Georg 1570–1577 den Wiederaufbau des Rathauses. 1572–1575 erfolgte der Ausbau der Stadtbefestigungsanlagen. 
Georg, der die lateinische Sprache vorzüglich beherrschte, galt als Kunstmäzen und Sammler von Büchern und Musikalien. Ein um 1564 geschaffener Wirkteppich aus dem Brieger Schloss mit den Wappen Georgs und Barbaras befindet sich im Nationalmuseum Breslau. Für das wiederhergestellte Brieger Schlossportal wurden lebensgroße Steinplastiken von Georg und Barbara geschaffen.
Georg starb 1586 in Brieg. Sein Leichnam wurde in der von ihm zum Mausoleum der Brieger Herzöge umgebauten St.-Hedwigs-Kapelle beigesetzt. Sein Herzogtum wurde unter seine Söhne Joachim Friedrich, der Brieg erbte, und Johann Georg, dem Wohlau zufiel, geteilt. Georgs Witwe Barbara erhielt als Wittum Ohlau. 
Die von Georgs Vater 1537 vereinbarte Erbverbrüderung mit den Hohenzollern benutzte der preußische König Friedrich II. u. a. als Anlass für seinen Anspruch auf Schlesien. Vermutlich deshalb wurde das von Georg II. von Brieg errichtete Schloss im Ersten Schlesischen Krieg zerstört.